# Bryoerythrophyllum hostile
Bryoerythrophyllum hostile är en bladmossart som beskrevs av Chen Pan-chieh 1941. Bryoerythrophyllum hostile ingår i släktet fotmossor, och familjen Pottiaceae. Inga underarter finns listade i Catalogue of Life.